# Llagosta Thermidor
La llagosta Thermidor o llamàntol Thermidor és una preparació amb llagosta o llamàntol típica de la cuina francesa, que consisteix en una barreja cremosa de carn de llagosta cuita, rovells d'ou i brandi (sovint conyac), farcit en una closca de llagosta. També es pot servir amb una escorça de formatge daurat, típicament Gruyère. La salsa ha de contenir mostassa (normalment en pols).
A causa que els seus ingredients són cars i requereix una gran elaboració, la llagosta Thermidor sol considerar-se una recepta principalment per a ocasions especials.

## Elaboració
Segons la tradició del mestre cuiner i autor culinari Auguste Escoffier, el marisc es parteix en dues meitats en sentit longitudinal i es fa suaument al grill. Després es trosseja, es col·loca dins de les mitges closques i es napa amb una fina capa de salsa Thermidor, feta amb salsa beixamel, nata fresca i mostassa anglesa.
Segons l'autora Mademoiselle Rose, la llagosta es bull en salmorra i després d'aquesta operació es napa amb salsa Thermidor (fonamentada en la salsa beixamel amb mostassa i brandi). El nom prové de l'ús d'aquesta salsa a l'emplatat final quan es serveix.

## Història
La llagosta Thermidor va ser creada el 1894 al restaurant «La Maison Maire», situat en les rodalies de la Comédie-Française, on s'havia estrenat el 1891 l'obra Thermidor, de l'escriptor Victorien Sardou, que va crear un escàndol que la disputa es va traslladar al Parlament francès. El nom del plat va ser un homenatge a l'obra i a la cèlebre polèmica que va derivar d'ella (l'obra va ser prohibida uns anys). El títol de l'obra es refereix al mes homònim del calendari republicà francès en què va caure el Terror i es va iniciar la Reacció Termidoriana.